# Canada Open 1998 - Qualificazioni singolare maschile
Le qualificazioni del singolare maschile del Canada Open 1998 sono state un torneo di tennis preliminare per accedere alla fase finale della manifestazione. I vincitori dell'ultimo turno sono entrati di diritto nel tabellone principale. In caso di ritiro di uno o più giocatori aventi diritto a questi sono subentrati i lucky loser, ossia i giocatori che hanno perso nell'ultimo turno ma che avevano una classifica più alta rispetto agli altri partecipanti che avevano comunque perso nel turno finale.
Le qualificazioni del torneo Canada Open 1998 prevedevano 28 partecipanti di cui 7 sono entrati nel tabellone principale.

## Teste di serie
1. Laurence Tieleman (Qualificato)
2. Alex O'Brien (ultimo turno)
3. Brian MacPhie (Qualificato)
4. Neville Godwin (Qualificato)
5. Tuomas Ketola (ultimo turno)
6. Oscar Burrieza-Lopez (ultimo turno)
7. Cecil Mamiit (Qualificato)

1. Kevin Ullyett (primo turno)
2. David Nainkin (Qualificato)
3. Doug Flach (Qualificato)
4. James Sekulov (primo turno)
5. Maks Mirny (ultimo turno)
6. Michael Russell (Qualificato)
7. Ronald Agénor (ultimo turno)

## Qualificati
1. Laurence Tieleman
2. Michael Russell
3. Brian MacPhie
4. Neville Godwin

1. Doug Flach
2. David Nainkin
3. Cecil Mamiit

## Tabellone

### Legenda
| - Q = Qualificato - WC = Wild card - LL = Lucky loser | - ALT = Alternate - SE = Special Exempt - PR = Protected Ranking | - w/o = Walkover - r = Ritirato - d = Squalificato |

### Sezione 1
|  | Primo turno | Primo turno       | Primo turno       | Primo turno | Primo turno |  |  | Ultimo turno | Ultimo turno      | Ultimo turno | Ultimo turno | Ultimo turno |  |
|  |             |                   |                   |             |             |  |  |              |                   |              |              |              |  |
|  | 1           | Laurence Tieleman | Laurence Tieleman | 6           | 6           |  |  |              |                   |              |              |              |  |
|  |             | Robert Steckley   | Robert Steckley   | 3           | 3           |  |  | 1            | Laurence Tieleman | 3            | 7            | 7            |  |
|  | 12          | Maks Mirny        | 7                 | 2           | 7           |  |  | 12           | Maks Mirny        | 6            | 6            | 5            |  |
|  |             | Simon Larose      | 5                 | 6           | 6           |  |  |              |                   |              |              |              |  |

### Sezione 2
|  | Primo turno | Primo turno       | Primo turno | Primo turno | Primo turno |  |  | Ultimo turno | Ultimo turno    | Ultimo turno | Ultimo turno | Ultimo turno |  |
|  |             |                   |             |             |             |  |  |              |                 |              |              |              |  |
|  | 2           | Alex O'Brien      | 6           | 5           | 6           |  |  |              |                 |              |              |              |  |
|  |             | Jocelyn Robichaud | 2           | 7           | 4           |  |  | 2            | Alex O'Brien    | 3            | 7            | 2r           |  |
|  | 13          | Michael Russell   | 4           | 7           | 6           |  |  | 13           | Michael Russell | 6            | 5            | 3            |  |
|  |             | Emin Ağayev       | 6           | 6           | 4           |  |  |              |                 |              |              |              |  |

### Sezione 3
|  | Primo turno | Primo turno    | Primo turno    | Primo turno | Primo turno |  |  | Ultimo turno | Ultimo turno  | Ultimo turno  | Ultimo turno | Ultimo turno |  |
|  |             |                |                |             |             |  |  |              |               |               |              |              |  |
|  | 3           | Brian MacPhie  | Brian MacPhie  | 6           | 6           |  |  |              |               |               |              |              |  |
|  |             | Ryan Clark     | Ryan Clark     | 2           | 2           |  |  | 3            | Brian MacPhie | Brian MacPhie | 6            | 6            |  |
|  | 14          | Ronald Agénor  | Ronald Agénor  | 6           | 6           |  |  | 14           | Ronald Agénor | Ronald Agénor | 3            | 4            |  |
|  |             | Dominic Boulet | Dominic Boulet | 2           | 3           |  |  |              |               |               |              |              |  |

### Sezione 4
|  | Primo turno | Primo turno    | Primo turno   | Primo turno | Primo turno |  |  | Ultimo turno | Ultimo turno   | Ultimo turno | Ultimo turno | Ultimo turno |  |
|  |             |                |               |             |             |  |  |              |                |              |              |              |  |
|  | 4           | Neville Godwin | 6             | 3           | 7           |  |  |              |                |              |              |              |  |
|  |             | David Kepka    | 2             | 6           | 6           |  |  | 4            | Neville Godwin | 2            | 6            | 7            |  |
|  |             | James Sekulov  | James Sekulov | 6           | 6           |  |  |              | James Sekulov  | 6            | 4            | 6            |  |
|  | 11          | David Witt     | David Witt    | 4           | 3           |  |  |              |                |              |              |              |  |

### Sezione 5
|  | Primo turno | Primo turno       | Primo turno       | Primo turno | Primo turno |  |  | Ultimo turno | Ultimo turno  | Ultimo turno  | Ultimo turno | Ultimo turno |  |
|  |             |                   |                   |             |             |  |  |              |               |               |              |              |  |
|  | 5           | Tuomas Ketola     | Tuomas Ketola     | 6           | 6           |  |  |              |               |               |              |              |  |
|  |             | Hugues Laverdiere | Hugues Laverdiere | 0           | 4           |  |  | 5            | Tuomas Ketola | Tuomas Ketola | 4            | 4            |  |
|  | 10          | Doug Flach        | Doug Flach        | 6           | 6           |  |  | 10           | Doug Flach    | Doug Flach    | 6            | 6            |  |
|  |             | Bobby Mahal       | Bobby Mahal       | 2           | 4           |  |  |              |               |               |              |              |  |

### Sezione 6
|  | Primo turno | Primo turno             | Primo turno             | Primo turno | Primo turno |  |  | Ultimo turno | Ultimo turno         | Ultimo turno         | Ultimo turno | Ultimo turno |  |
|  |             |                         |                         |             |             |  |  |              |                      |                      |              |              |  |
|  | 6           | Oscar Burrieza-Lopez    | Oscar Burrieza-Lopez    | 6           | 6           |  |  |              |                      |                      |              |              |  |
|  |             | Stephan Timu            | Stephan Timu            | 1           | 2           |  |  | 6            | Oscar Burrieza-Lopez | Oscar Burrieza-Lopez | 3            | 5            |  |
|  | 9           | David Nainkin           | David Nainkin           | 6           | 6           |  |  | 9            | David Nainkin        | David Nainkin        | 6            | 7            |  |
|  |             | Charles-Antoine Sevigny | Charles-Antoine Sevigny | 1           | 2           |  |  |              |                      |                      |              |              |  |

### Sezione 7
|  | Primo turno | Primo turno      | Primo turno  | Primo turno | Primo turno |  |  | Ultimo turno | Ultimo turno  | Ultimo turno  | Ultimo turno | Ultimo turno |  |
|  |             |                  |              |             |             |  |  |              |               |               |              |              |  |
|  | 7           | Cecil Mamiit     | Cecil Mamiit | 6           | 6           |  |  |              |               |               |              |              |  |
|  |             | Will Ritter      | Will Ritter  | 0           | 0           |  |  | 7            | Cecil Mamiit  | Cecil Mamiit  | 6            | 6            |  |
|  |             | Kevin Ullyett    | 4            | 6           | 6           |  |  |              | Kevin Ullyett | Kevin Ullyett | 3            | 4            |  |
|  | 8           | Olivier Delaître | 6            | 3           | 2           |  |  |              |               |               |              |              |  |